# 악충
"악충"(惡蟲)은 한국에서 제작된 이혁수 감독의 1976년 영화이다. 권영문 등이 주연으로 출연하였다.

## 출연

### 주연
- 권영문
- 임은주
- 소희